# Gruboskórzec meksykański
Gruboskórzec meksykański (Dermophis mexicanus) – gatunek płaza beznogiego z rodziny Dermophiidae występujący w Ameryce Centralnej, ryjący w ściółce z liści i innych obumarłych części roślinnych.

## Występowanie
Gatunek występuje w południowym Meksyku (w stanach Tabasco, Veracruz, Chiapas i Oaxaca) oraz w krajach Ameryki Centralnej: Gwatemali, Hondurasie, Salwadorze i Nikaragui.

## Systematyka
Dawniej gatunek był ujmowany nieco szerzej (zaliczano doń np. także populacje z Kostaryki i Panamy), ale w 2001 roku Savage i Wake wydzielili część populacji do osobnych gatunków, wcześniej synonimizowanych z Dermophis mexicanus.

## Opis
Dorosłe osobniki Dermophis mexicanus mają 30–50 cm długości i mają masywne, robakowate ciało, w przekroju owalne. Nie mają prawdziwego ogona. Są szarego koloru z niebieskim lub fioletowym połyskiem, na stronie grzbietowej ciemniejsze, a po bokach i w okolicy szczęk jaśniejsze. Występuje u nich wyraźne prążkowanie na całej długości ciała, wynika ono z jasnych bruzd między pierścieniami. Pierścienie są zewnętrzne, tworzone przez fałdy skórne, zwykle ich ilość jest większa niż ilość kręgów. Głowa D. mexicanus jest ścięta z przodu, dolna szczęka jest cofnięta. Między nozdrzami a oczami znajdują się czułki zmysłowe, są one zarazem chemoreceptorami i mechanoreceptorami. Powstały w większości z elementów oka, które nie są potrzebne płazom pod ziemią, od czubka czółka do komory receptorowej, otwierającej się do płata węchowego w mózgu, biegnie kanał wypełniony płynem. Oczy są pokryte skórą i nie pełnią zbyt ważnej roli jako narząd zmysłu, rozpoznają czy jest jasno czy ciemno. W szczękach D. mexicanus znajdują się liczne zęby, które przyjmują swoją dorosłą postać kilka dni po porodzie, ulegają licznym wymianom. Z wiekiem przybywa ich rzędów, a co za tym idzie także liczba.

## Biologia i ekologia
Osobniki Dermophis mexicanus żyją w norach, które ryją w wilgotnych glebach. Na powierzchnię wychodzą, by zdobyć pokarm tylko po zmierzchu w czasie deszczu.
D. mexicanus jest drapieżnikiem. Atakuje ofiary z zaskoczenia, powolnie się do nich zbliżając i szybko atakując, gdy nadarzy się okazja. Mogą być oportunistami i żywić się różnymi, występującymi w glebie bezkręgowcami np.: dżdżownicami, świerszczami, termitami, a nawet małymi jaszczurkami i gryzoniami albo też specjalistami – znana jest populacja z Gwatemali, która żywiła się wyłącznie dżdżownicami.

## Rozmnażanie i rozwój
Jest to gatunek rozdzielnopłciowy i żyworodny. Nie stwierdza się u niego dymorfizmu płciowego. Do rozrodu przystępuje po uzyskaniu dojrzałości płciowej w wieku 2–3 lat. Zapłodnienie jest wewnętrzne. Okres godowy przypada na okres od końca kwietnia do początku czerwca. Ciąża trwa 11 miesięcy, tak więc D. mexicanus przystępuje do rozrodu tylko raz w roku. Poród między majem a czerwcem następnego roku, na początku pory deszczowej. Samica rodzi od 3 do 16 młodych osobników wielkości od 108 do 155 mm. Nie występuje wolno-żyjąca forma larwalna, ponieważ metamorfoza zachodzi podczas rozwoju płodowego. Zarodki zużywają żółtko po 3 miesiącach ciąży. Potem ich matka wydziela substancje odżywcze przez gruczoły wyściółki jajowodów, a rozwijające się płody pochłaniają ją. Mają wykształcone uzębienie, które wykorzystują do pobierania substancji odżywczych oraz stymulacji ich wydzielania. Po kilku dniach od urodzenia zęby są wymieniane na dorosłe o innym kształcie i funkcjach. Zarodki przeprowadzają wymianę gazową przez skórę oraz skrzela mające po 3 odgałęzienia główne i liczne mniejsze.

## Gruboskórzec meksykański a człowiek
Marszczelce są niedocenianymi mięsożercami kontrolującymi populacje owadów oraz zwierzętami ryjącymi w ziemi, napowietrzając ją. Te zachowania czynią je przydatnymi na różnego rodzaju plantacjach oraz uprawach. Chętnie zadamawiają się na plantacjach kawy, gdzie są składowane w stosach łupiny kawy, które gnijąc tworzą wilgotną glebę organiczną, stanowiącą idealne środowisko życia dla D. mexicanus, który to gatunek dodatkowo przyspiesza rozkład materii.